# 博茨瓦纳总统
博茨瓦纳总统（英語：President of Botswana）是博茨瓦纳共和国的国家元首、政府首脑和全国武装部队的总司令。

## 总统权力
根据《博茨瓦纳宪法》的规定，总统是国家元首兼武装部队总司令和政府首脑。
总统作为国家元首、武装部队总司令和政府首脑，享有以下权力：
- 总统有权从议员中任命副总统以及政府各部部长和副部长，组成内阁。总统在任命和罢免内阁成员的问题上，除任命副总统需经过国民议会的批准外，任命或罢免其他部长不需要征得国民议会的同意。
- 总统有权任命总检察长、总审计长、国防军司令、警察总监、首席法官、内阁秘书和驻外使节等高级军政官员。
- 总统与国民议会共同组成国会。国民议会通过的决议和法案须经总统批准才能生效。总统有权召集或解散国民议会，宣布解散国民议会要在《政府公报》中予以公告。在一般情况下，总统只在国民议会开幕时或解散国民议会时发表演讲。
- 总统有权宣布全国紧急状态，颁布特赦令，宣布缓刑、减刑或免刑。
- 总统有权宣战，签订和约及承认国家和政府。
- 总统在任期内，享有不受刑事和民事诉讼的权利。
- 总统出国访问以及由于疾病或其他原因不能视事时，由总统书面授权副总统代行总统职务；总统在任期内离职或病逝由副总统自动接任总统。
- 总统任期每届5年，最多可连任两届。

## 总统选举
《博茨瓦纳宪法》规定，凡年满30周岁的博茨瓦纳公民、符合议员条件并至少得到1000名已登记的议会选举选民支持的，均可成为总统候选人。
民选议员候选人在大选前的申请登记中必须指明他所支持的总统候选人。总统选举与议员选举同时进行。
总统候选人必须取得通过大选产生的议员过半数支持，方可当选总统。
总统不必是经选举产生的国民议会议员。总统经国民议会选举产生后，其意愿身份直接依总统的职务而被确定，即当选总统后就成为当然议员。

## 历史沿革
博茨瓦纳自1966年独立以来，至2024年举行的历次选举中，博茨瓦纳民主党一直获胜执政。连续当选的五位总统均为博茨瓦纳民主党总裁（现称主席），其中前两位都三次连任总统。
1997年宪法修正案规定，总统最多连任两届。

## 历任总统
| 序号 | 姓名 生卒                              | 在任时间                     | 所属党派       | 注释                                                                             |
| ---- | -------------------------------------- | ---------------------------- | -------------- | -------------------------------------------------------------------------------- |
| 1    | 塞雷茨·卡马 （1921年—1980年）          | 1966年9月30日 —1980年7月13日 | 博茨瓦纳民主党 | KBE 在1969年、1974年、1979年大选中三次连任，任内逝世。                           |
| —    | 奎特·凯图米莱·马西雷 （1925年—2017年） | 1980年7月13日 —1980年7月18日 | 博茨瓦纳民主党 | 代总统，接替任内去世的塞雷茨·卡马。                                              |
| 2    | 奎特·凯图米莱·马西雷 （1925年—2017年） | 1980年7月18日 —1998年3月31日 | 博茨瓦纳民主党 | GCMG（1991年获颁） 在1984年、1989年、1994年大选中三次连任，1998年主动卸任退休。  |
| 3    | 费斯图斯·莫加埃 （1939年—）            | 1998年4月1日 —2008年4月1日   | 博茨瓦纳民主党 | 在1999年、2004年大选中两次连任，2008年任满。                                     |
| 4    | 塞雷茨·卡马·伊恩·卡马 （1953年—）      | 2008年4月1日 —2018年4月1日   | 博茨瓦纳民主党 | 在2009年大选中当选总统，並在2014年大选時再次連任，2018年任满。                   |
| 5    | 莫克维齐·马西西 （1961年—）            | 2018年4月1日 —2024年11月1日  | 博茨瓦纳民主党 | 在2019年大选中当选总统，在2024年大选败选，其所属的博茨瓦纳民主党首次失去执政权。 |
| 6    | 杜马·博科 （1969年—）                  | 2024年11月1日 —现任          | 民主变革之伞   | 在2024年大选中当选总统，首位出自反对党的总统。                                   |

### 引用
1. ↑  https://botswanalaws.com/Botswana2019Pdf/6of2019.pdf; 检索日期: 2022年5月25日.
2. ↑  博茨瓦纳的民主怎样炼成